# Henri de Stolberg
Le comte Henri de Stolberg (2 janvier 1509 au château de Stolberg – 12 novembre 1572, au château de Stolberg) est un noble allemand.

## Biographie
Henri est le quatrième fils de Bodon VIII de Stolberg-Wernigerode et son épouse la comtesse Anne d'Eppstein-Königstein. Sa sœur aînée est Julienne de Stolberg, l'aïeule de la Maison d'Orange-Nassau. Il est nommé d'après son oncle, le comte Henri le Jeune de Stolberg (en), dont le corps est transféré de Cologne à Stolberg un jour après la naissance d'Henri.
Henri étudie pendant plusieurs années à la cour de son grand-père maternel, le comte Eberhard de Eppstein. Un de ses professeurs est le célèbre humaniste Johannes Caesarius (de) de Cologne.
À partir de novembre 1525, Henri étudie à l'université de Leipzig, où son conseiller est Tilemann Plathner (de). Son père réussit à réserver des postes de chanoine pour lui à Cologne et Mayence. En 1538, un poste de chanoine de Halberstadt devient vacant et il part à Halberstadt.
En 1542, il est nommé doyen de la cathédrale de Cologne, après la mort de son prédécesseur, Frédéric de Beichlingen. De retour à Cologne, il apprend que le nouvel archevêque, Hermann V de Wied, s'est converti au protestantisme. Henri se convertit également au protestantisme, et, ensemble, ils commencent à répandre la nouvelle foi. Le pape Paul III lui retire ensuite sa place.

## Mariage et descendance
Le 3 novembre 1556 à Quedlinbourg, Henry épouse Élisabeth (d. 1578), fille du comte Hector Ier de Gleichen. Ils ont quatre enfants :
- Bodo (1559-1583), héritier de Stolberg-Wernigerode ;
- Georges-Louis (1562-1618), héritier de Stolberg-Ortenburg ;
- Anne III de Stolberg (1565-1601), abbesse de Quedlinbourg sous le nom de Anne III ;
- Christophe (1567-1638), héritier de Stolberg-Wernigerode, après la mort de Bodo.